# هولتسفرد
شهر هولتسفرد (به سوئدی: Hultsfred) در ناحیه شهری هولتسفرد در کشور سوئد واقع شده‌است. جمعیت این شهر ۸۹۱٫۱۵  نفر است.

## نگارخانه

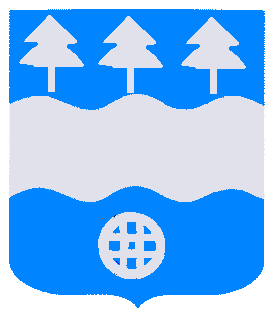